# Balacra germana
Balacra germana là một loài bướm đêm thuộc phân họ Arctiinae, họ Erebidae.